# Wim Hoogendoorn

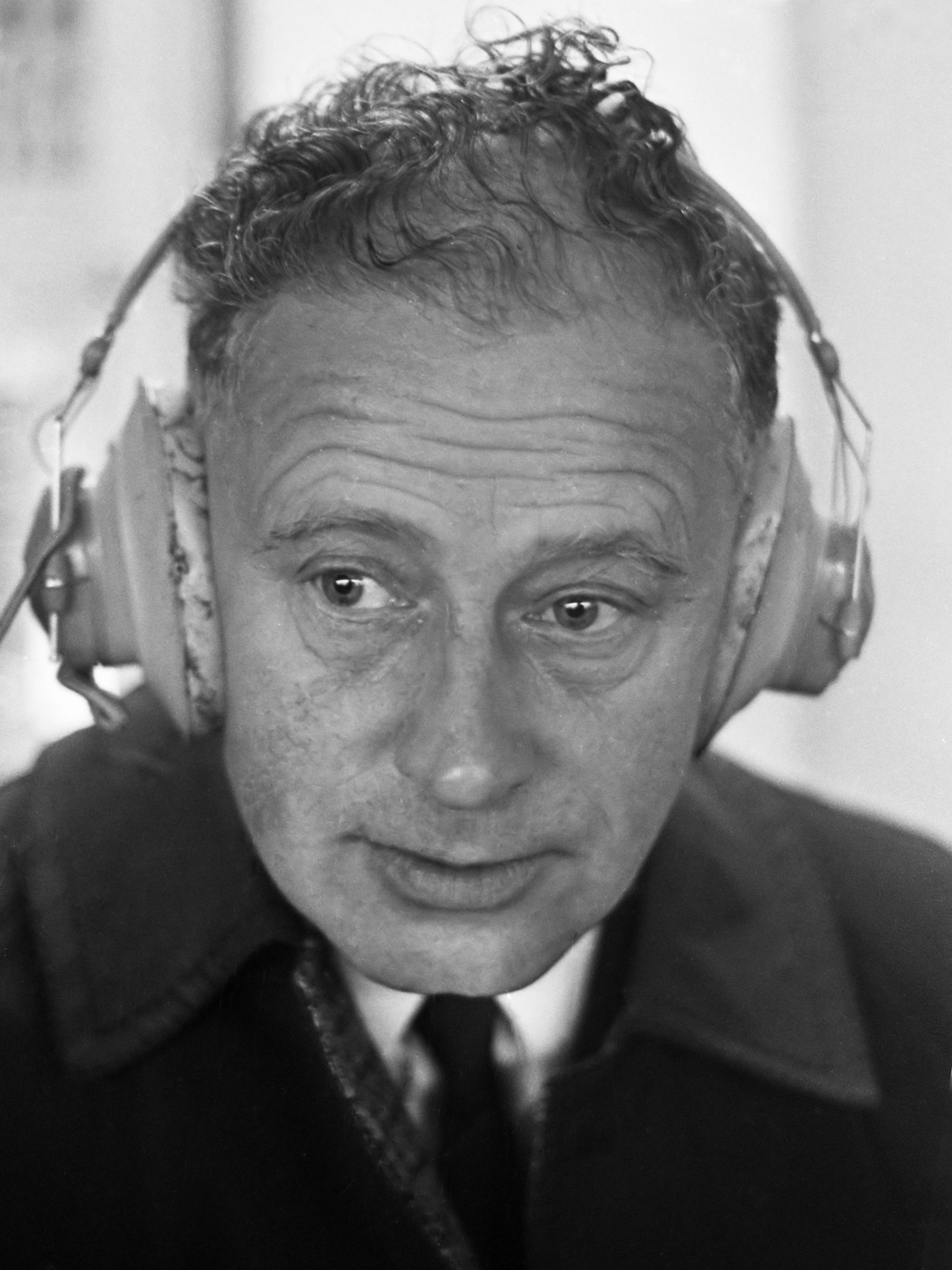
Wim Hoogendoorn (1968)

Wim Hoogendoorn (Den Haag, 18 september 1927 - Baarn, 4 november 1982) was een Nederlands radioverslaggever en -presentator.
Hij begon zijn carrière in Nederlands-Indië. Tijdens zijn militaire diensttijd daar ontmoette hij AVRO-medewerker Siebe van der Zee, die een programma presenteerde waarin soldaten groeten aan het thuisfront konden overbrengen. Hij bleef daar werken voor de omroep tot 1951.
In het midden van de jaren vijftig werd hij nieuwslezer bij het ANP. In 1963 stapte hij over naar de VARA. Daar werkte hij voor de actualiteitenrubriek Dingen van de dag en het sportprogramma Tussen start en finish. Ook was hij actief als sportverslaggever. Zo versloeg hij het WK voetbal van 1966 en (samen met Theo Koomen) de Europacup I-winst van Feyenoord in 1970. Twee jaar later gaf hij uitgebreid verslag van de gijzeling van Israëlische atleten tijdens de Olympische Spelen in München
In 1976 ging Hoogendoorn naar de culturele afdeling van de VARA. Hij maakte onder andere het radioprogramma De Rode Loper. Nadat Bert Garthoff in 1978 met pensioen ging maakte Hoogendoorn de opvolger van diens zondagmorgenprogramma Weer of geen weer, het nog altijd bestaande Vroege Vogels. Hij was er de eerste presentator, eindredacteur en muzieksamensteller van. Na zijn overlijden werd hij opgevolgd door Letty Kosterman.